# Chlorogomphus
Chlorogomphus är ett släkte av trollsländor. Chlorogomphus ingår i familjen kungstrollsländor.

## Dottertaxa tillChlorogomphus, i alfabetisk ordning[1]
- Chlorogomphus albomarginatus
- Chlorogomphus arooni
- Chlorogomphus auratus
- Chlorogomphus brevistigma
- Chlorogomphus brittoi
- Chlorogomphus brunneus
- Chlorogomphus campioni
- Chlorogomphus daviesi
- Chlorogomphus dyak
- Chlorogomphus fraseri
- Chlorogomphus gracilis
- Chlorogomphus infuscatus
- Chlorogomphus iriomotensis
- Chlorogomphus kimminsi
- Chlorogomphus kitawakii
- Chlorogomphus magnificus
- Chlorogomphus miyashitai
- Chlorogomphus mortoni
- Chlorogomphus nakamurai
- Chlorogomphus nasutus
- Chlorogomphus okinawensis
- Chlorogomphus owadai
- Chlorogomphus papilio
- Chlorogomphus preciosus
- Chlorogomphus risi
- Chlorogomphus sachiyoae
- Chlorogomphus schmidti
- Chlorogomphus selysi
- Chlorogomphus shanicus
- Chlorogomphus soarer
- Chlorogomphus speciosus
- Chlorogomphus splendidus
- Chlorogomphus suzukii
- Chlorogomphus takakuwai
- Chlorogomphus tunti
- Chlorogomphus urolobatus
- Chlorogomphus usudai
- Chlorogomphus vietnamensis
- Chlorogomphus xanthoptera
- Chlorogomphus yokoii
- Chlorogomphus yoshihiroi